# Kington Magna
Kington Magna – wieś w Anglii, w hrabstwie Dorset. Leży 35 km na północ od miasta Dorchester i 164 km na zachód od Londynu.